# モナス
モナス/MONAS（モナス塔 インドネシア語：Tugu Monas　トゥグ・モナス）は、インドネシアの首都ジャカルタのムルデカ広場に建つ国家独立記念塔である。モナス/MONASは「Monumen Nasional（日本語: 国家記念碑）」の略語である。内部にはエレベーターがあり展望台に昇ることができる。最高部には炎のオブジェがある。低層階はインドネシア独立を記念する資料館になっている。

## 概要
塔の外装は白い大理石製で、全高137メートル。頂上部の炎のオブジェは、高さ14メートル、直径6メートル、重さ14.5トンの青銅製で、77のパーツから構成され、更に表面には３5ｋｇの純金めっきが施されている。この炎のオブジェは「アピ・ナン・タッ・クンジュン・パダム（Api Nan Tak Kunjung Padam）」と呼ばれ「消える事のない火（＝永遠に燃え続ける火）」の意味であり、独立戦争当時のインドネシア国民の闘志を象徴している。使用された金はブンクル州のルジャンルボン金山から産出した物である。また３５kgの金の内２８kgはアチェ州の事業家であるTeuku Markam氏の寄贈とされる。夜には炎のオブジェがライトアップされ、遠くからみると座っている女性のシルエットのように見えるとされる。塔と台座はヒンドゥー教で男女の象徴である「リンガムとヨニ」や、インドネシアの伝統的な「米用の杵と臼」をイメージしてデザインされた。

## 沿革
モナス建立計画はインドネシア初代大統領であるスカルノ大統領の提案によるものである。建築家のスダルソノとフレデリッヒ・シラバンがデザインを担当し、建築構造技術者はローセノが担当した。スカルノ大統領自ら出席したモナスの定礎式は1961年8月17日に行われた。1975年に完成し、同年7月12日から一般公開された。

## 建造物の詳細

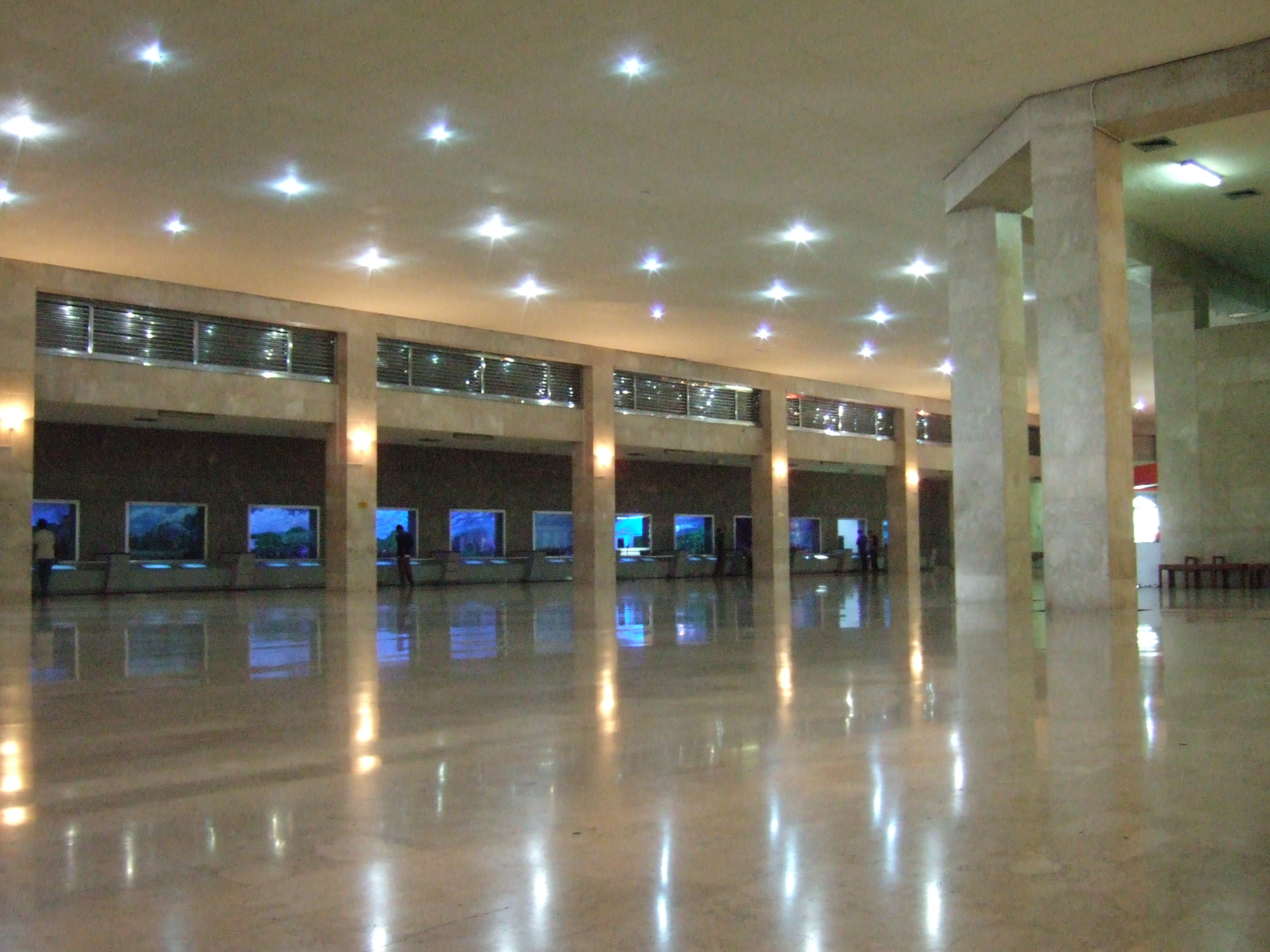
歴史博物館

モナス塔のデザインにはインドネシア独立記念日（1945年8月17日）にまつわる数字が込められている。塔の台座となる基部は縦・横45m、基底部の地面からの高さは17ｍである。
モナスの地下になる基底部内部の国家歴史博物館 (Museum Sejarah Nasional) の広さは縦・横80ｍ、天井の高さは8mである。歴史博物館の中には48個のジオラマパネルがあり、古代から現代までのインドネシア史の主な出来事が描かれている。
台座には独立の広間 (Ruang Kemerdekaan) があり、スカルノ大統領が読み上げたインドネシア独立宣言文が納められている。独立の広間は古代ローマスタイルで、インドネシアの国旗、国章、地図等が展示されている。台座の入り口に展望台行きエレベーターがある。エレベーターの周りには非常階段が設置されている。展望台は炎のオブジェの下にある。展望台の高さは地上115m、広さ11m×11mであり、モナス広場周辺の景色が眺望できる。スモッグが無い日には、南は西ジャワ州ボゴール県にあるサラク山、北はジャカルタ湾、西はスカルノハッタ国際空港まで眺望できる。

## モナスの入館時間
モナス塔と博物館への入館は毎日朝８時から夕方４時までで、月曜日は閉館。2016年4月より夜間も開館されるようになり、火曜日から金曜日は夜７時から夜10時まで、土曜日と日曜日は夜７時から夜１２時まで。
入館料は直接現金ではなくチャージ式のカードを購入しての支払である。
尚、ムルデカ広場は特別な事情を除き基本的に年中開放されており、朝は市民運動、週末や祝日は市民の憩いの場として、あるいは種イベント会場として賑わう。
ムルデカ広場はかつてガンビル広場、イカダ広場、モナス広場などと呼ばれていた。スティヨソ前ジャカルタ知事の提案でムルデカ広場の周囲は高いフェンスで囲まれている。広場への入り口は数ヶ所ある。広場の中には19世紀の国民的英雄ディポヌゴロの銅像がある。重さ8トンのこの銅像はイタリア人彫刻家コベルラトの作品。昔は広場の中を観光用馬車が走り、鹿が放し飼いされていた。
最寄の鉄道駅はムルデカ広場の南東に隣接するガンビル駅である。

## ギャラリー

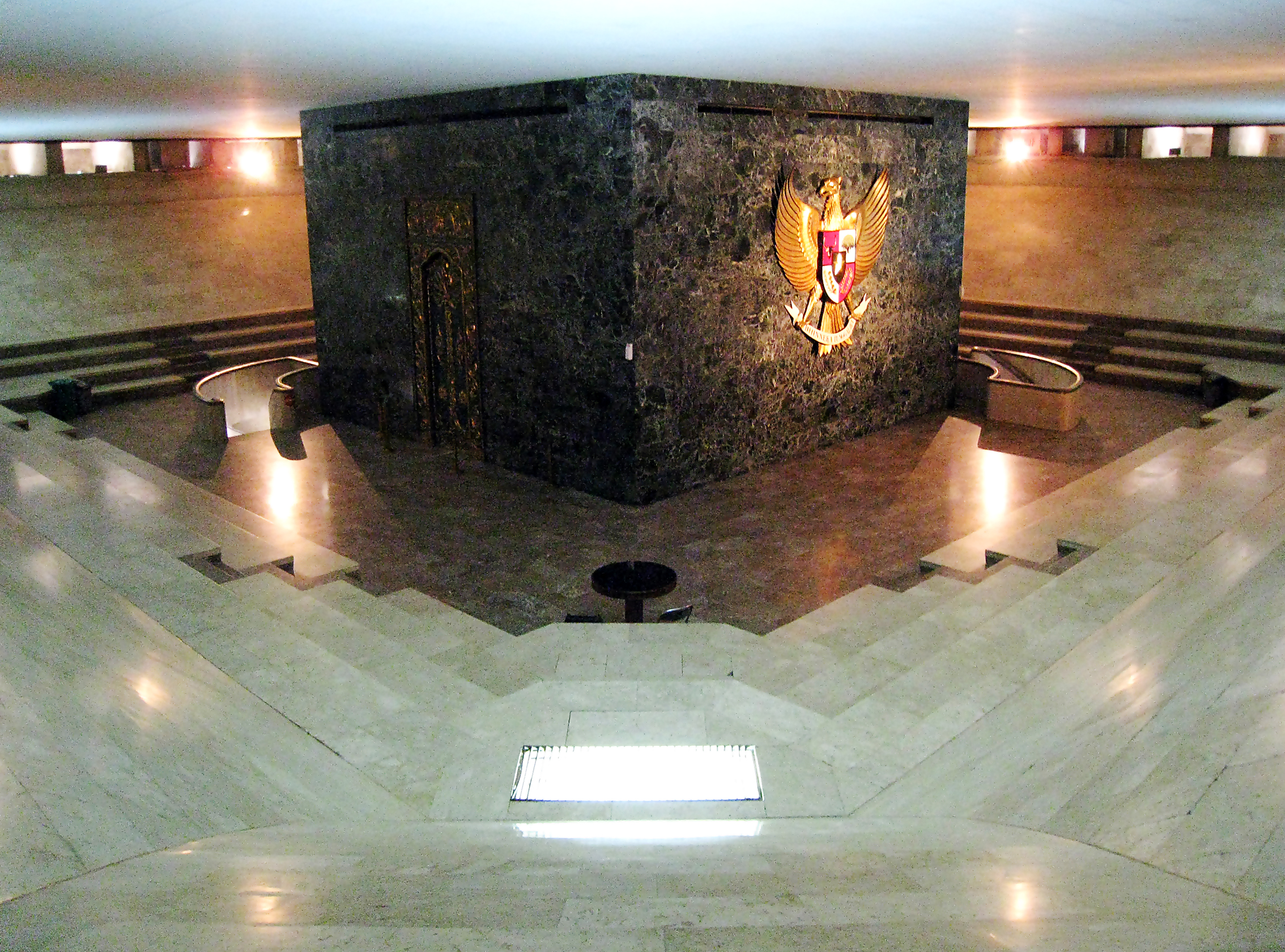
独立ホール
炎のオブジェ
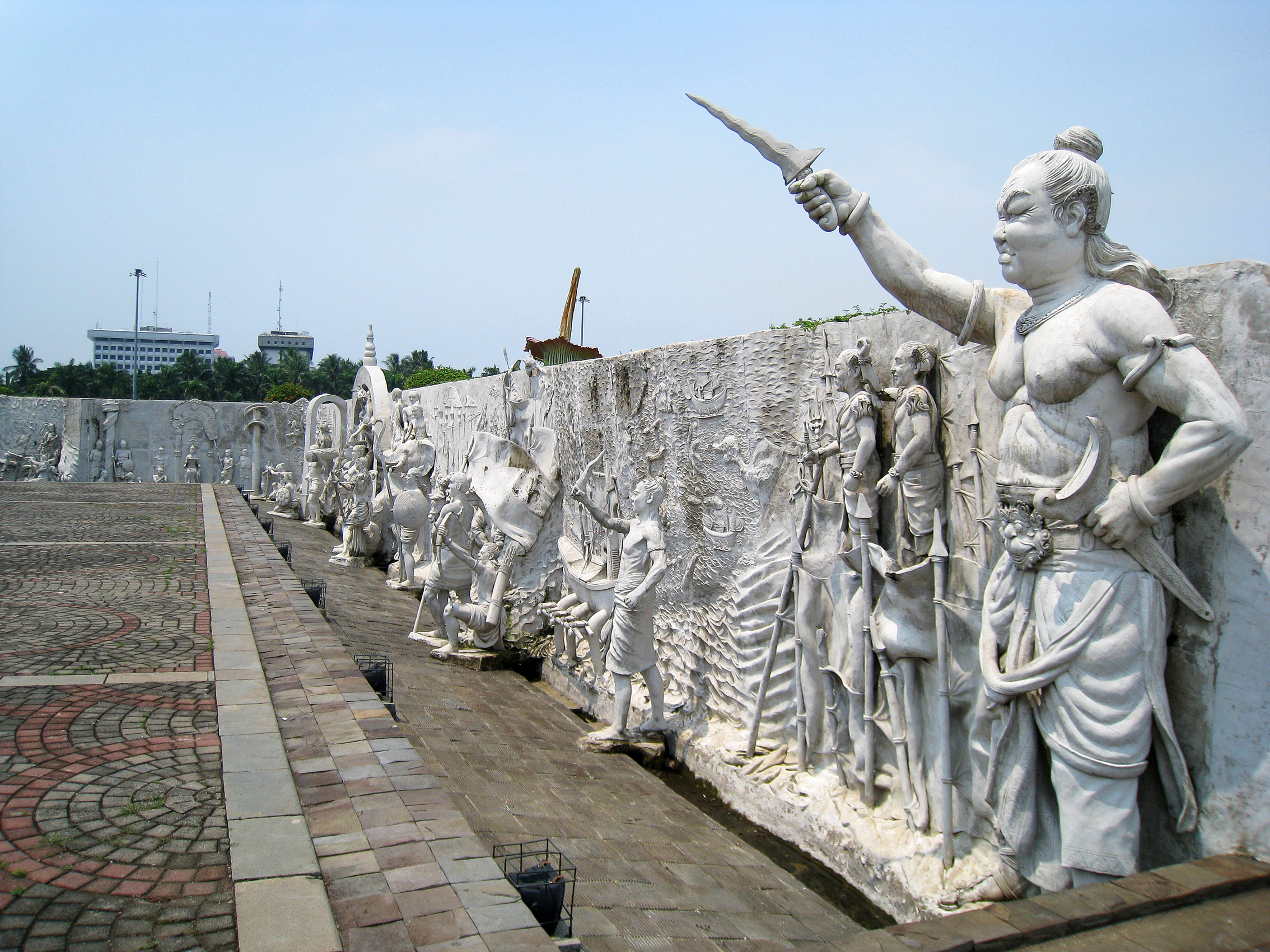
歴史のレリーフ
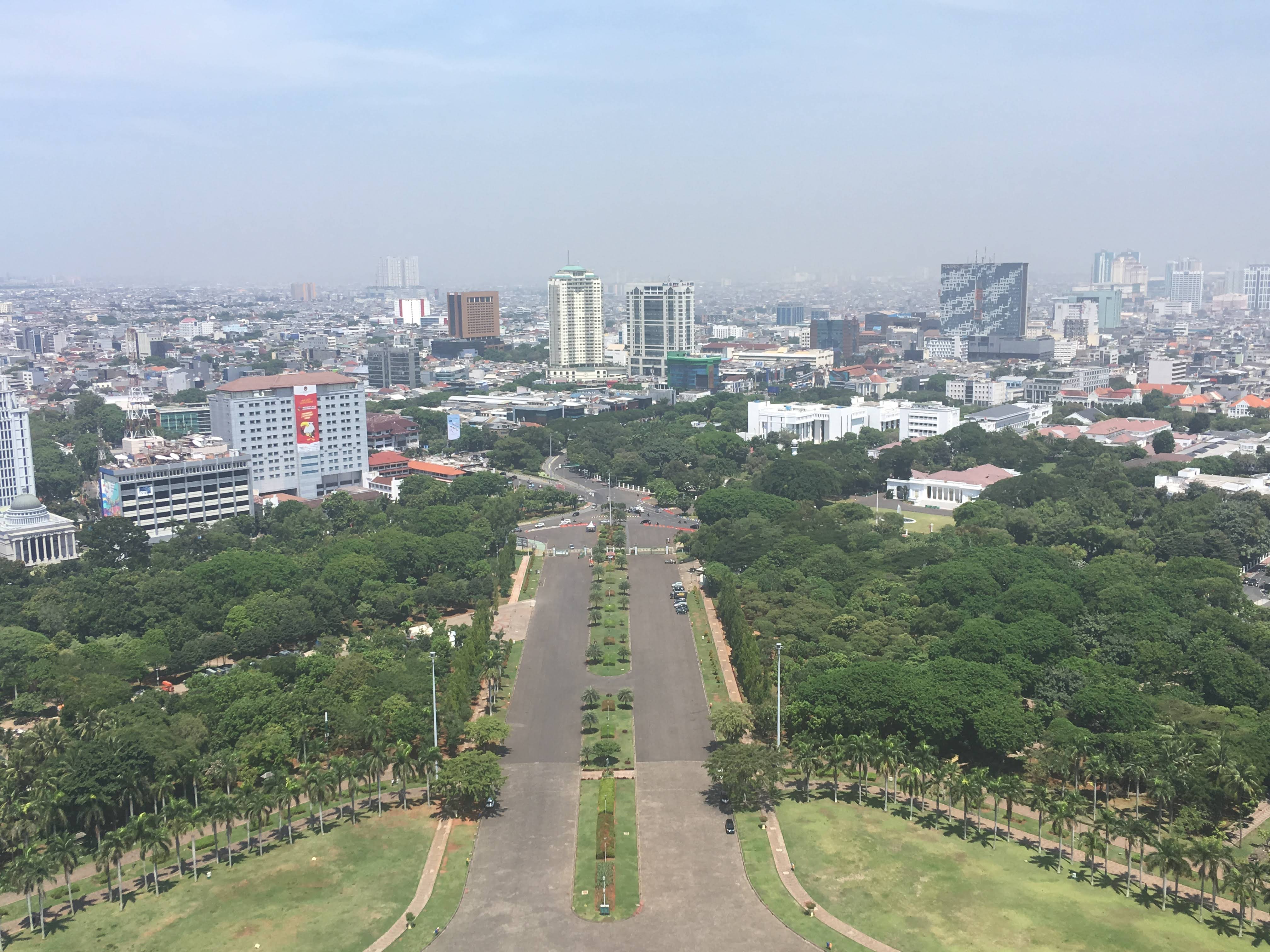
北西
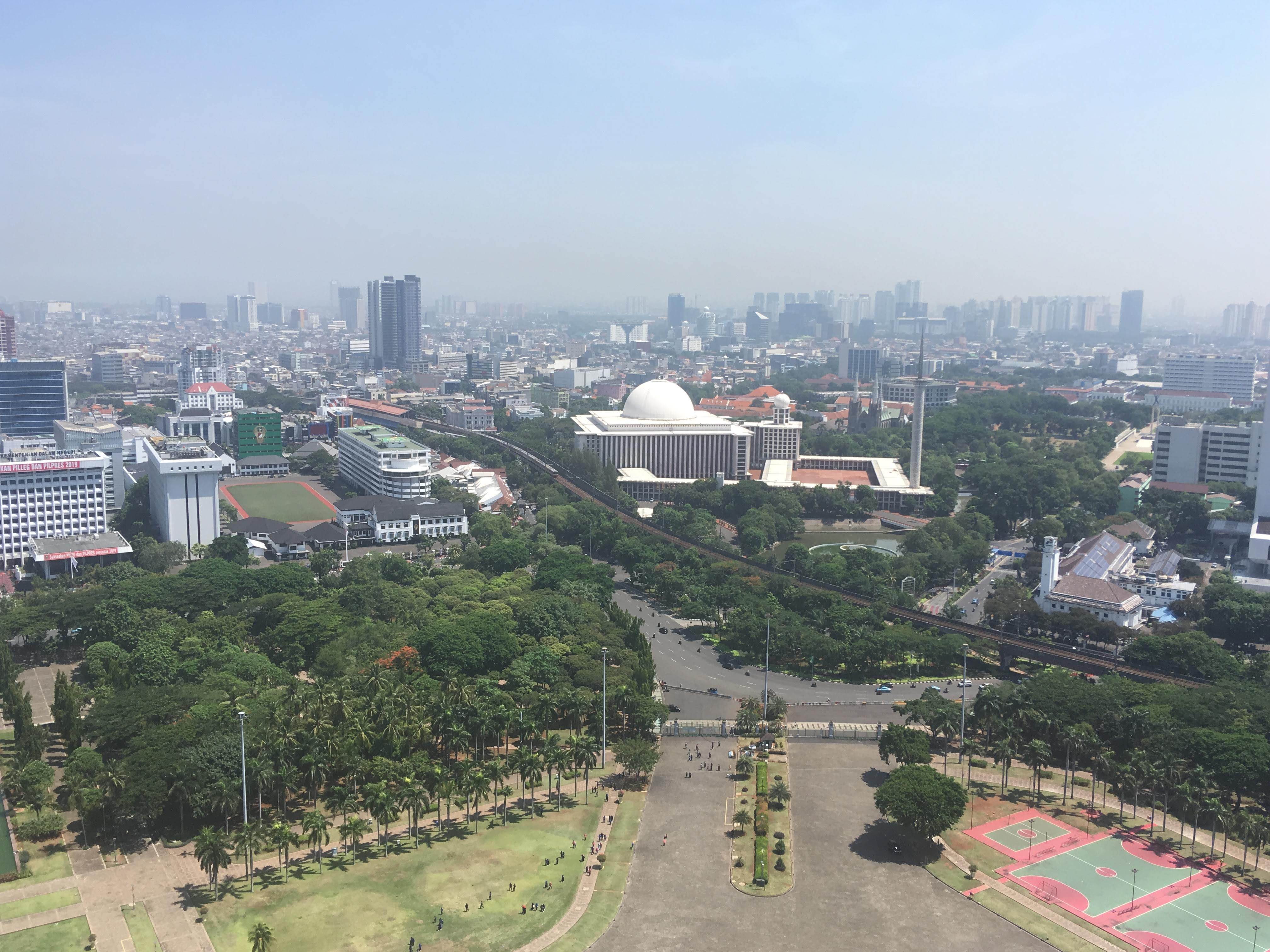
北東
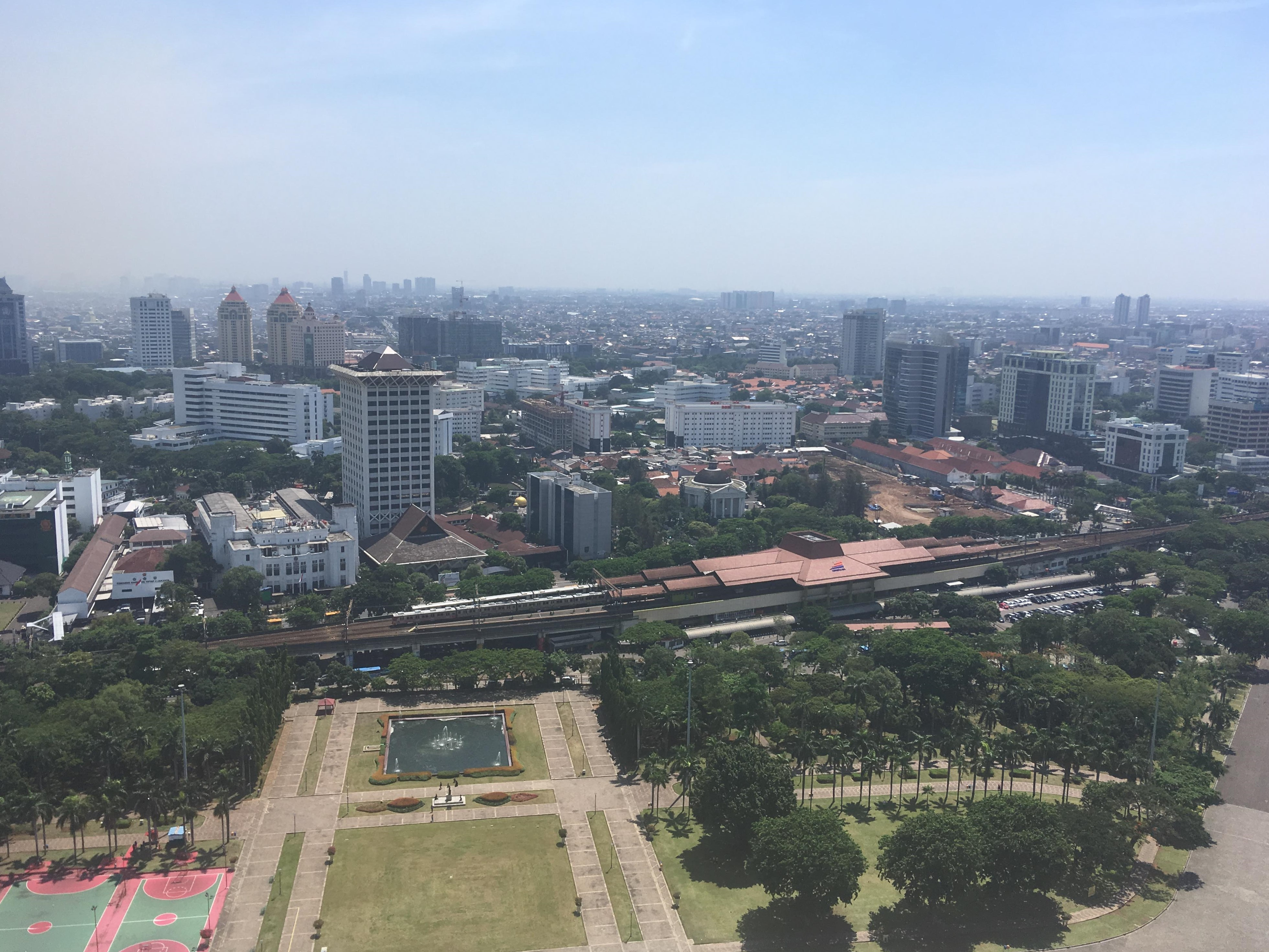
南東
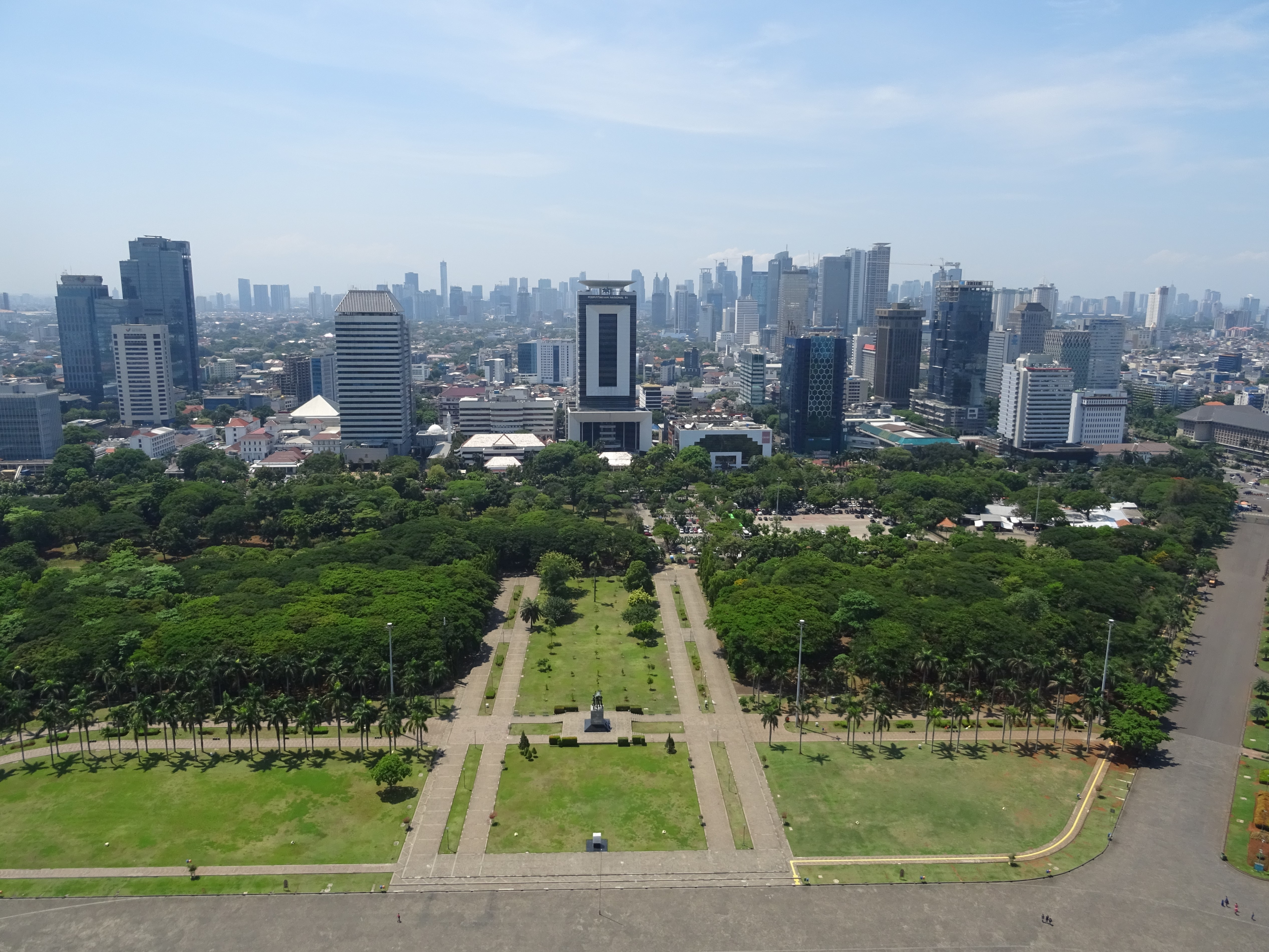
南
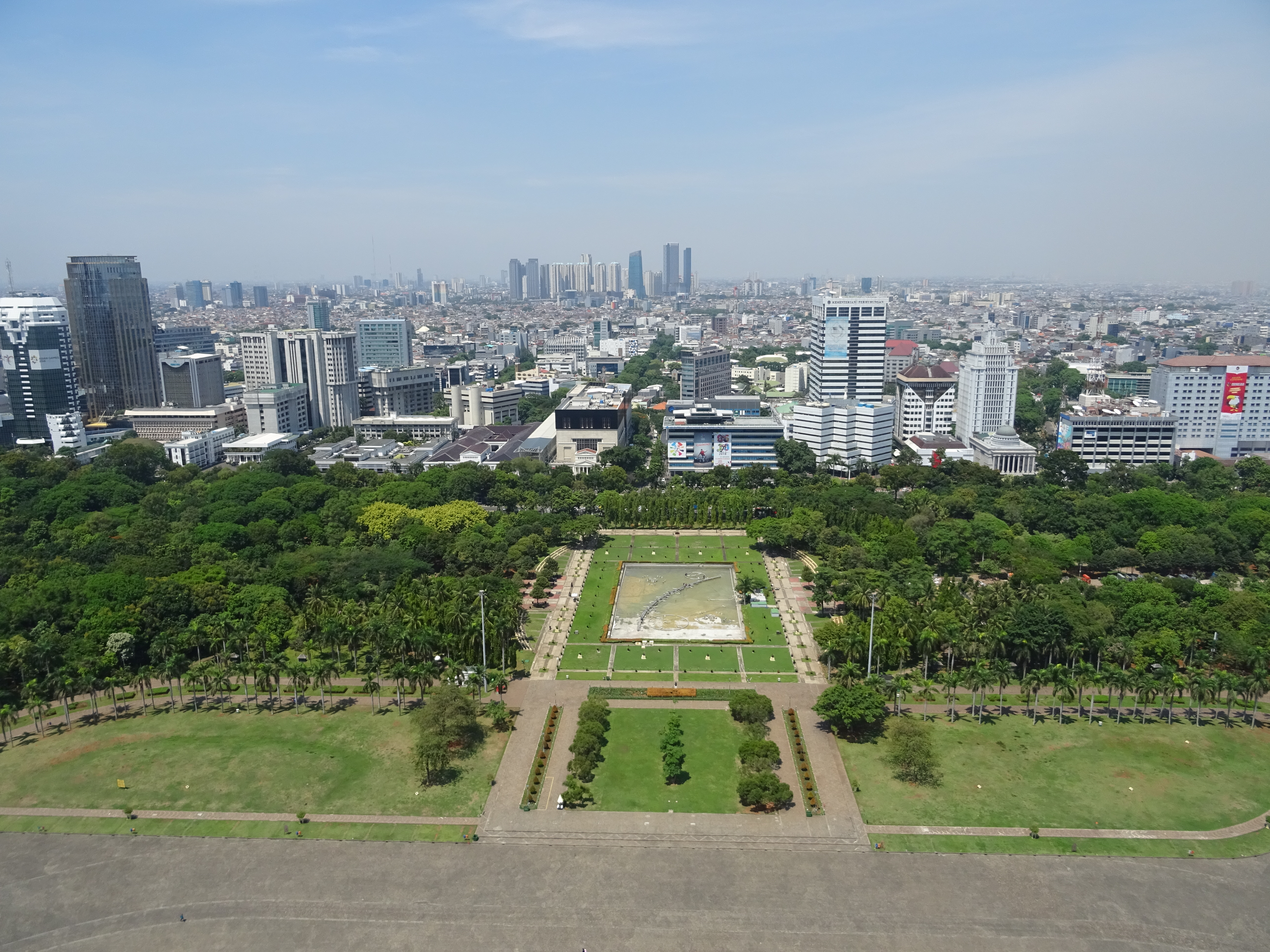
西